# Milana Božić
Milana Božić (* 19. Juli 2000 in Modriča) ist eine bosnische Volleyballnationalspielerin.

## Karriere
Božić begann ihre Karriere in der heimischen Liga bei ŽOK Modriča und spielte anschließend bei OK Kula Gradačac. Im Alter von sechzehn Jahren wurde die Zuspielerin erstmals in die bosnische Nationalmannschaft berufen. In der Saison 2019/20 war sie beim Schweizer Erstligisten VFM Franches-Montagnes aktiv. Dann wechselte sie zum serbischen Verein ŽOK Ub. 2020/21 spielte sie in Taiwan bei Top Speed und danach eine Saison in Griechenland bei AO Thiras Santorini. Božić  nahm mit Bosnien an der Europameisterschaft 2023 teil. Danach wurde sie vom deutschen Bundesligisten 1. VC Wiesbaden verpflichtet. Mit dem Verein erreichte sie das Viertelfinale im DVV-Pokal 2023/24 und in den Bundesliga-Playoffs. Danach wechselte sie zum Ligakonkurrenten Allianz MTV Stuttgart.